# Лено (Ломбардия)
Лено (итал. Leno, ломб. Lén) — город и коммуна в Италии, в провинции Брешиа области Ломбардия.
Население составляет 13 503 человека (2004), плотность населения составляет 216 чел./км². Занимает площадь 58 км². Почтовый индекс — 25024. Телефонный код — 030.
Покровителями коммуны почитаются святые Виталий и Марциал, празднование 10 июля.

## Города-побратимы
- Кассино, Италия (2005)